# 玫瑰平鮋
玫瑰平鮋，為輻鰭魚綱鮋形目鮋亞目平鮋科的其中一種，為亞熱帶海水魚，分布於東太平洋美國華盛頓州至墨西哥下加利福尼亞中部海域，棲息深度15-128公尺，體長可達36公分，棲息在底層水域，卵胎生，生活習性不明，可做為食用魚。